# Näshulta
Näshulta er en by i Eskilstuna kommun i Södermanland i Sverige, beliggende nord for Näshultasjön, og desuden kyrkby i Näshulta Sogn.
Byen blev første gang omtalt i 1445, men er sandsynligvis ældre. Näshulta Sogn blev første gang omtalt i 1222, og den nuværende sognekirke blev opført i slutningen af 1100-tallet eller starten af 1200-tallet, og er formentlig ældre.
Näshulta præstegård lå oprindeligt i Vidökna 5 kilometer vest for kirken, men i 1948 blev der bygget en ny præstegård tæt på Näshultasjön syd for kirken. Kapellangården lå i Öknatorp, men i slutningen af 1800-tallet blev der bygget en ny kapellanbolig med liggende røde paneler vest for kirken. En bygning fra slutningen af 1700-tallet, senere brugt som forsamlingshus er måske oprindeligt blevet brugt som skolebygning. Tæt på ligger den senere skolebygning, opført i 1878. Vest for skolebygningen blev der i 1928 bygget et kommunalhus med et design lignende kapellangården. Den blev senere bygget om til et plejehjem, og efter en stor tilbygning blev den lavet om til lejrgård under navnet Näshultagården.